# Bonnie Dasse
Bonnie Dasse (* 22. Juli 1959 in Abilene) ist eine ehemalige amerikanische Leichtathletin.
Sie war ab 1983 immer unter den besten zehn Kugelstoßerinnen in den Vereinigten Staaten und gewann 1986, 1987 und 1990 beim U.S. Olympic Festival. Sie startete bei den Weltmeisterschaften 1987, bei denen sie jedoch nicht die Qualifikation überstand. 1988 nahm Dasse an den Olympischen Spielen in Seoul teil und erreichte den zwölften Platz. Bei den Olympischen Spielen 1992 in Barcelona verpasste sie den Endkampf. Außerdem wurde sie bei der Dopingkontrolle positiv auf Clenbuterol getestet und für vier Jahre gesperrt.